# Plectrohyla
Plectrohyla là một chi động vật lưỡng cư trong họ Nhái bén, thuộc bộ Anura. Chi này có 42 loài và 90% bị đe dọa hoặc tuyệt chủng.